# Наклоны в стороны
Накло́ны в сто́роны — анаэробное физическое упражнение для развития косых мышц живота.

## Техника выполнения
Исходное положение: стоя или сидя с любым утяжелителем, удерживаемым в одной руке, например, гантелью, гирей или «блином» от штанги, либо с «нижним блоком». Выполняется наклон в сторону, противоположную нагруженной руке максимально глубоко и плавно в медленном темпе. После, меняется выполнение упражнения на зеркальное.
Это анаэробное упражнение выполняется спортсменами обычно на 15—30 повторений, что значительно укрепляет мышцы брюшного пресса, в сочетании с экстензиями на лавке и в тренажёре типа «Наутилус», гиперэкстензиями и становой тягой позволяет увеличить отягощения в приседаниях.